# NGC 2957A
NGC 2957A is een elliptisch sterrenstelsel in het sterrenbeeld Draak. Het bevindt zich in de buurt van NGC 2957B.

## Synoniemen
- 12-10-1
- MK 121
- NPM1G +73.0057
- PGC 28113